# Karaböcülü
Koordinaten: 36° 27′ 14,4″ N, 33° 54′ 56,7″ O

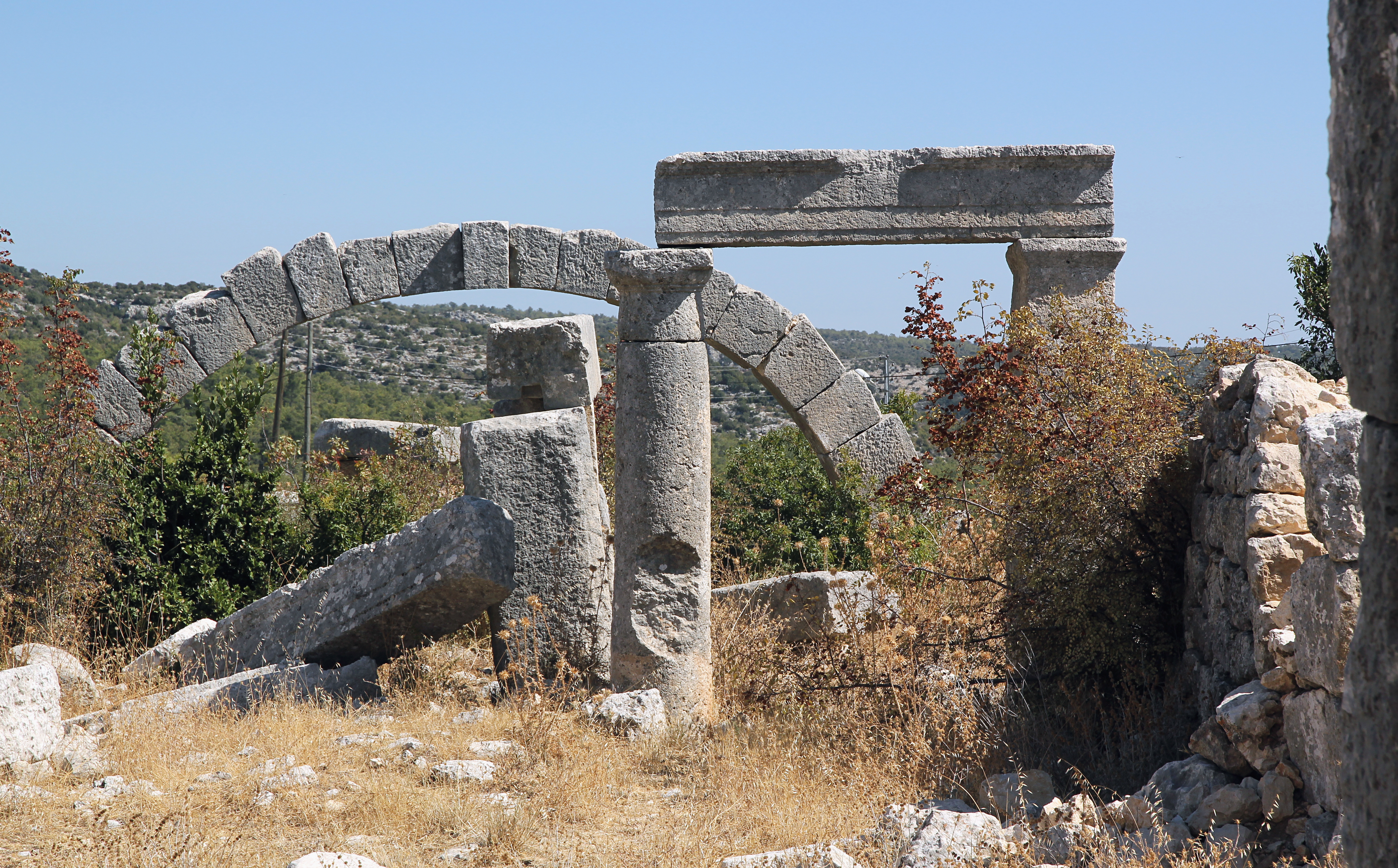
Römische Hausruinen mit Gurtbogen und dorischer Peristylsäule

Karaböcülü ist die türkische Bezeichnung für die Ruinen einer antiken Siedlung im Rauen Kilikien in der Südtürkei, die von späthellenistischer bis in frühbyzantinische Zeit besiedelt war.

## Lage
Karaböcülü liegt beim Weiler Çamlıbel – dessen früherer Name Karaböcülü war – im Bezirk Silifke der Provinz Mersin, etwa zehn Kilometer nördlich des Bezirkszentrums und 75 Kilometer südwestlich der Provinzhauptstadt Mersin. Von Silifke führen zwei Straßen nach Norden in Richtung Uzuncaburç, dem antiken Olba. Die westliche schlägt einen Bogen und trifft in İmamlı auf die östliche Strecke. Etwa auf halbem Weg passiert sie Karaböcülü, im weiteren Verlauf führt sie kurz vor İmamlı an der römischen Villa von Gökkale vorbei. Karaböcülü liegt in einer Höhe von etwa 600 Metern auf einer an drei Seiten steil abfallenden Kuppe über dem tief eingeschnittenen Tal des Kanlı Dere, der nicht weit südlich davon in den Göksu, den antiken Kalykadnos mündet.

## Beschreibung

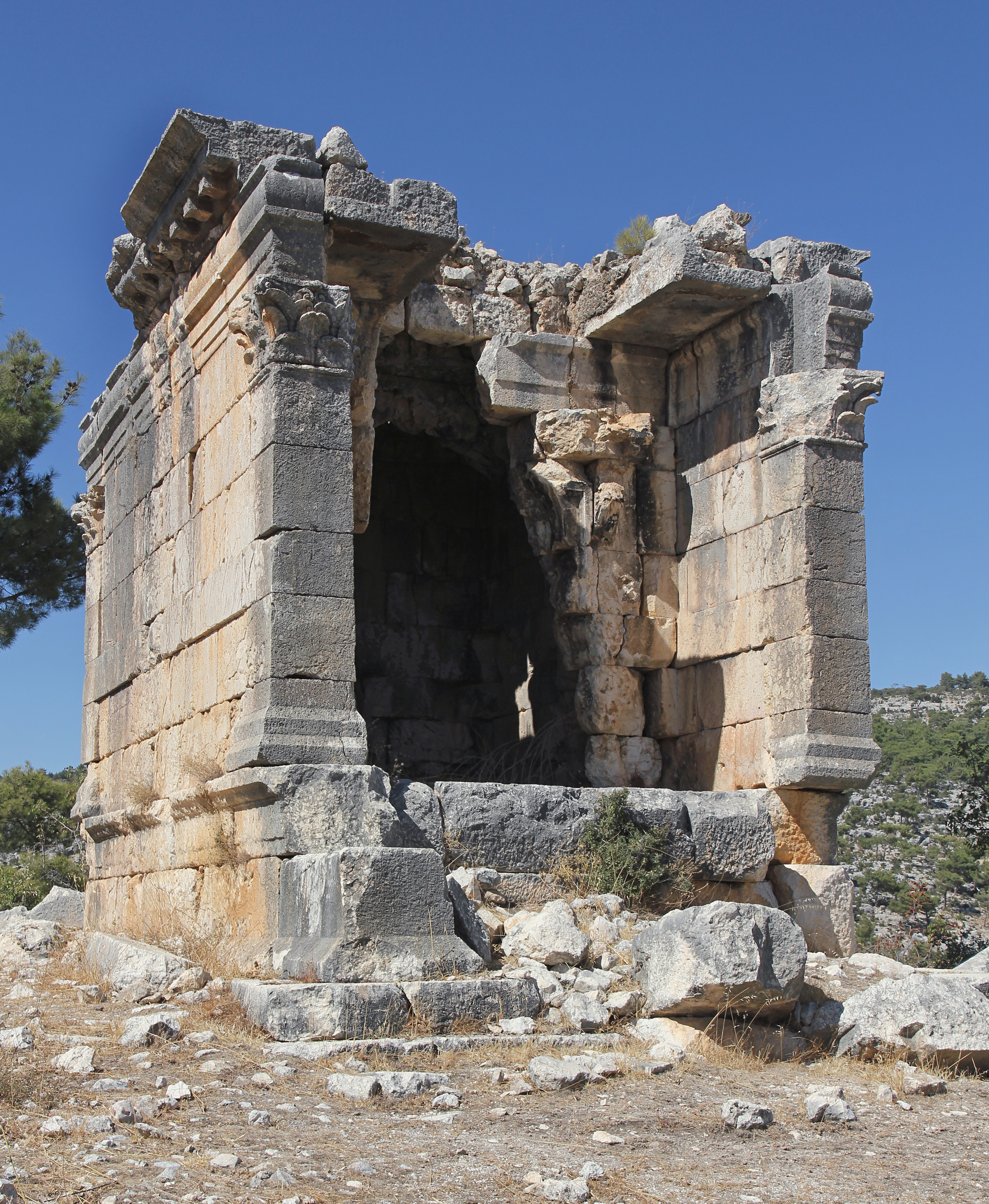
Tempelgrab

Auf einer Fläche von 300 × 300 Metern verteilten sich 50 bis 60 Häuser. Sie standen eng beieinander und bildeten kleine Gassen, die jedoch keinem vorgegebenen Muster folgten. Die Mauern, von denen nur spärliche Reste erhalten sind, waren zu großen Teilen aus zweischaligem Polygonalmauerwerk mit einer Füllung aus Steinsplittern errichtet. Die Grundrisse der wohl nur eingeschossigen Häuser sind mehrräumig und unterschiedlich gestaltet. Jüngere Häuser, vermutlich aus der Kaiserzeit, weisen die für die Gegend typischen inneren Gurtbögen auf und hatten vermutlich isodome Außenmauern, wovon allerdings nur noch wenig vorhanden ist. Im Gegensatz zu den Hauswänden, die durch Steinraub und Erosion größtenteils verschwunden sind, stehen noch zahlreiche monolithe Türstöcke mit mächtigen Stürzen in situ. Etliche davon tragen olbische Zeichen im Hochrelief, darunter vor allem Keulen und ein Phallus. Einige der Häuser sind mit Peristylen ausgestattet, bestehend aus dorischen, unkannelierten Säulen und Faszienarchitraven. Zwischen den Häusern verteilt finden sich einzelne Ölpressen sowie jeweils unter den Häusern Zisternen, die zum Teil eine beträchtliche Größe aufweisen. Letztere stellten die ausschließliche Wasserversorgung des Ortes dar und werden zum Teil von den heutigen Bewohnern wieder genutzt. 
Zwischen den Wohnhäusern des Dorfes liegen die Reste einer frühbyzantinischen Basilika. Der zweischiffige Bau hat eine Länge von 23 Metern einschließlich des Narthex und einer im Osten vorragenden Apsis und ist 11 Meter breit. Der Narthex im Westen misst drei Meter. Das Hauptschiff hat eine 4,30 Meter breite Apsis, die im Scheitel von einem Bogenfenster durchbrochen und außen von einem geraden Chorabschluss umschlossen war. Das kleinere, nördliche Seitenschiff endet in einer über die Ostwand herausragenden Apsis, weshalb die Archäologen Friedrich Hild und Hansgerd Hellenkemper, die den Ort 1985 besuchten, dort eine Seitenkammer neben dem Chor annahmen. Die Schiffe waren vermutlich durch eine Säulenreihe getrennt, eine einzelne Säule davon ist erhalten. Das gesamte Bauwerk ist aus sorgfältig gearbeiteten Werksteinquadern mit dünnen Mörtelfugen errichtet.
Im Norden wird der Ort im Halbkreis von einer Nekropole umschlossen, die aus feststehenden Sarkophagen und Chamosorien besteht. Im Nordosten, wo die antike Straße – ebenso wie die moderne – auf den Ort traf, stehen zwei bemerkenswerte Grabmonumente. Eines ist ein von einem Arkosolbogen überwölbter Sarkophag, das andere ein nach Osten gerichteter Grabtempel. Der Grabtempel steht auf einem Sockel aus Quadern mit am oberen Rand auskragenden Profilen. Die daraufstehende Cella ist innen schmucklos gehalten. Außen sind die Ecken sowie die vorspringenden Anten mit Pilastern geschmückt, die von korinthischen Kapitellen bekrönt sind. Darüber umläuft ein Gebälk den Bau, bestehend aus Architraven mit drei Fascien (horizontale Streifen), darüber einem Profil, einem schlichten, ausschwingenden Fries und einem überstehenden Konsolgebälk. Die Säulen des Portikus sind herausgebrochen. Der Giebel ist abgestürzt, von einem dortigen Medaillon mit dem Relief eines Ehepaares liegt der Teil mit der Büste der Frau heute abgestürzt vor der Tempelfront. Das Monument kann auf das 2. bis 3. Jahrhundert n. Chr. datiert werden. Ähnliche Grabbauten sind in der Region zwischen der Küste und dem olbischen Hochland öfter anzutreffen.
Die olbischen Symbole weisen auf eine Zugehörigkeit der Ortschaft zum hellenistischen Priesterstaat von Olba hin. Karaböcülü ist damit der westlichste Ort, der dem Territorium von Olba zugerechnet wird. Die Zeichen belegen eine Existenz des Ortes bereits in späthellenistischer Zeit im 1. Jahrhundert v. Chr. Die Bauweise der späteren Häuser deutet auf die römische Kaiserzeit hin, die Kirche sowie einzelne Kreuzsymbole zeigen, dass die Siedlung mindestens bis in frühbyzantinische Zeit bewohnt war. 

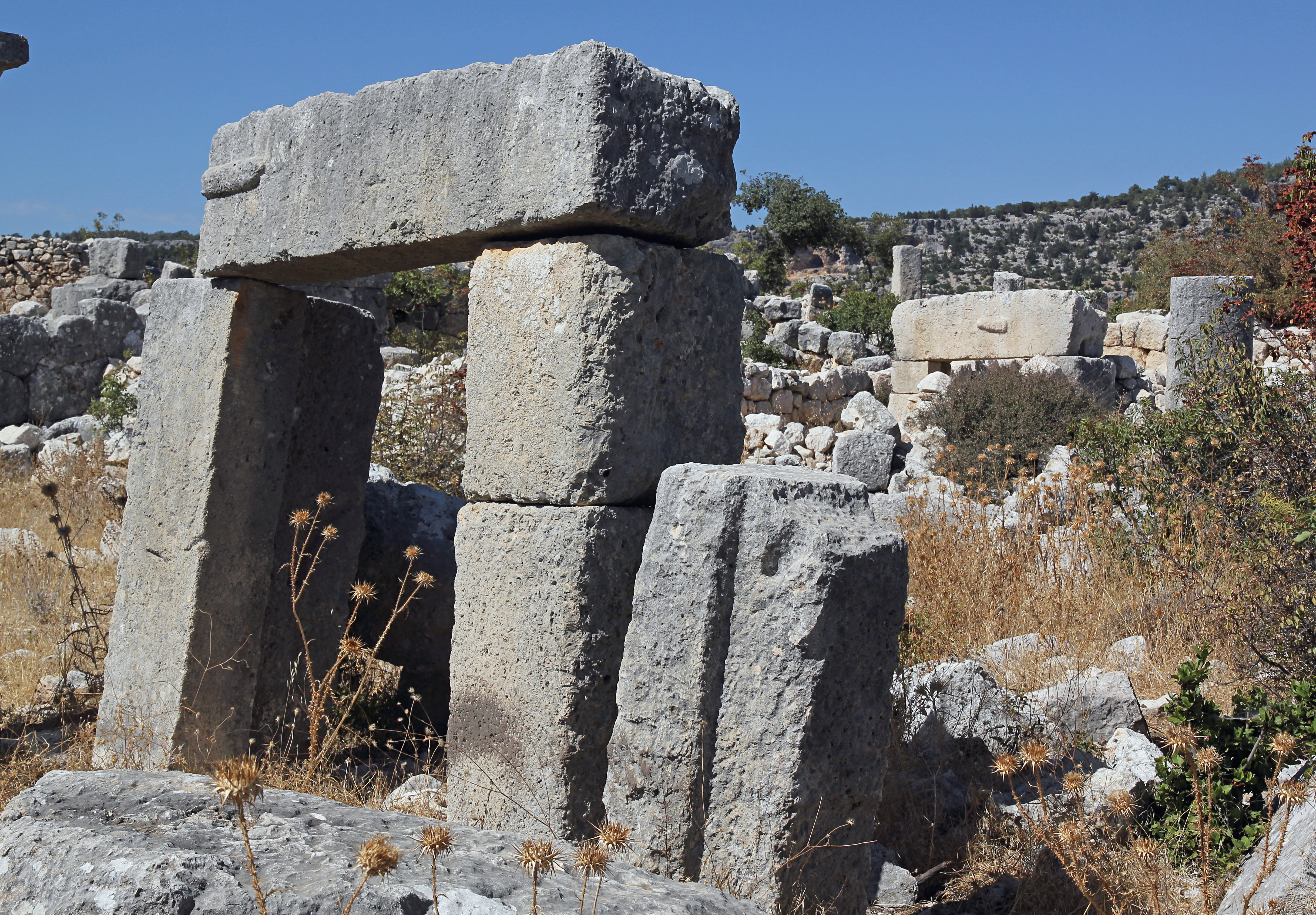
Türstürze mit olbischen Keulen
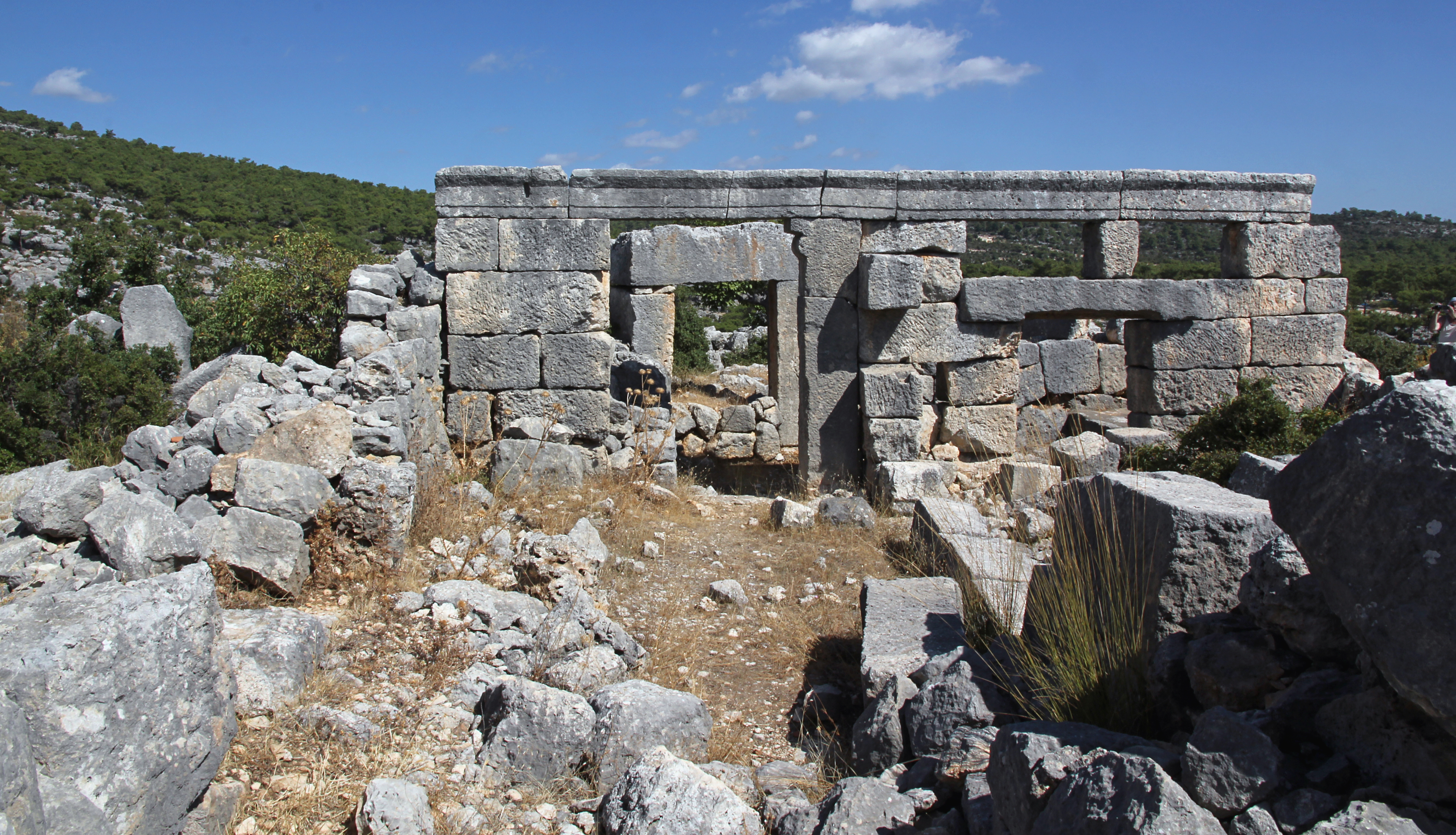
Hausmauern
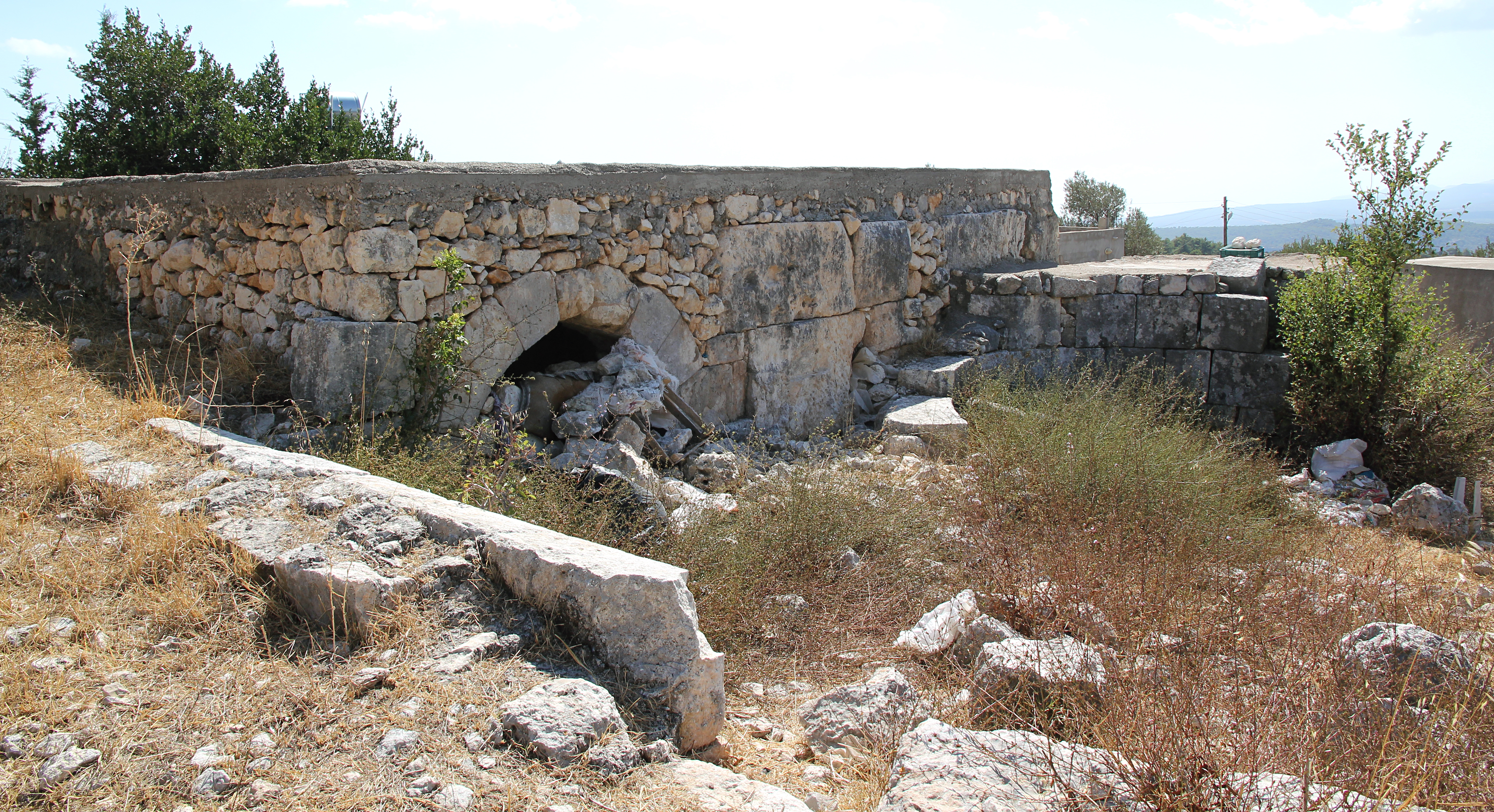
Apsiswand der Kirche, von türkischen Hausmauern umbaut
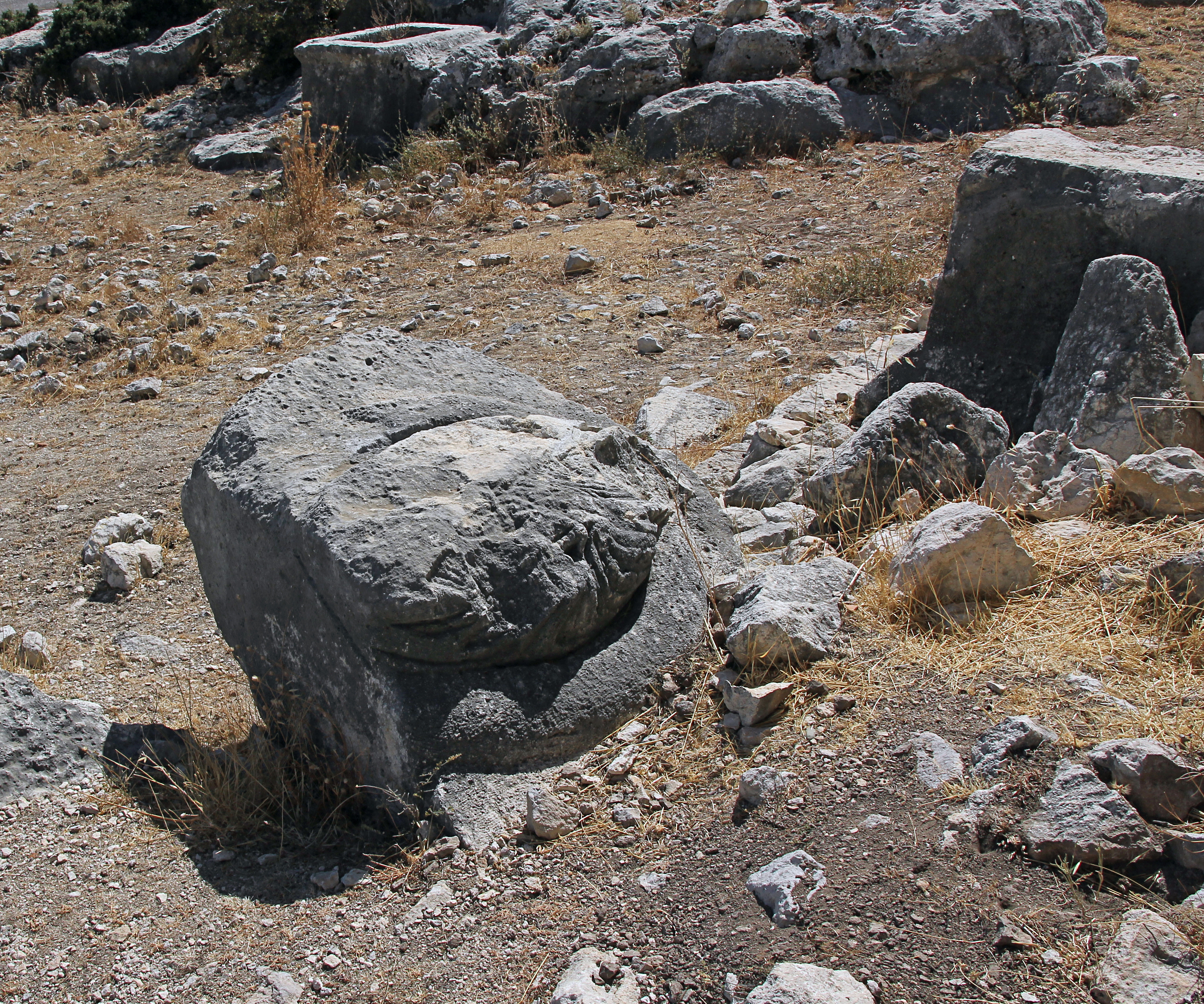
Frauenbüste vom Giebel des Grabtempels